# Apostolische Präfektur Lingling
Die Apostolische Präfektur Lingling (lat.: Apostolica Praefectura Yungchovensis) ist eine in der Volksrepublik China gelegene römisch-katholische Apostolische Präfektur mit Sitz in Lingling.

## Geschichte
Die Apostolische Präfektur Lingling wurde am 12. Mai 1925 durch Papst Pius XI. mit der Apostolischen Konstitution In omnes catholici aus Gebietsabtretungen des Apostolischen Vikariates Changsha errichtet.

## Apostolische Präfekten von Lingling
- Sebastian Großrubatscher OFM, 1926–1927
- Lätus Kovac OFM, 1927–1928
- Johannes Damascus Jesacher OFM, 1931–1947
- Blasius Kurz OFM, 1948–1973
- Sedisvakanz, seit 1973